# Ruth Warrick
Ruth Elizabeth Warrick  (29 de junio de 1916 - 15 de enero de 2005) fue una cantante, actriz y activista política estadounidense, conocida por su papel de Phoebe Tyler Wallingford en All My Children, que interpretó regularmente desde 1970 hasta su muerte en 2005. Hizo su debut cinematográfico en Ciudadano Kane, y años más tarde celebró su 80 cumpleaños asistiendo a una proyección especial de la película.

## Biografía
La actriz Ruth Warrick es recordada por dos nombres. En las películas, se la recordará indeleblemente como la primera "Señora Ciudadana Kane" desechada, y en la televisión siempre será sinónimo de su personaje de Phoebe Tyler Wallingford, la odiosamente rica de lengua viperina, manipuladora y entrometida gran dama de Pine Valley que ocupó la corte durante 35 años hasta su muerte en 2005.
Nacida en St. Joseph (Misuri), en 1915, Ruth se mudó a Kansas City mientras estaba en la escuela secundaria y más tarde estudió en la Universidad de Kansas City. Ganó un concurso de redacción y la gira promocional resultante la llevó a Nueva York, donde su interés por la interpretación se despertó cada vez más. Se formó en teatro en Nueva York, apareció en obras como "Bury the Dead" (1933) y fue cantante de radio en un momento dado. Conoció a su primer marido durante una de sus muchas emisiones. Esto a su vez la llevó a Orson Welles y su Mercury Theater, y el resto es historia. En 1941, Welles la acompañó a ella y a su compañía de miembros a Hollywood... y al gran estrellato.
Fue elegida por Welles en 1941 para hacer su debut como Emily Norton Kane en la que está considerada como la mejor película estadounidense de todos los tiempos. A esta película le siguieron casi dos docenas más en las que la mayoría eran melodramas de serie "B" y aventuras difíciles. Podía interpretar a la esposa altruista con gran facilidad, pero sus mejores críticas las conseguía cuando era controladora, tensa o neurótica. Formó parte de repartos con algunas de las estrellas masculinas y femeninas más ilustres de Hollywood y así interpretó a una condesa frente a Douglas Fairbanks Jr en The Corsican Brothers (1941); coprotagonizó con sus compañeros del Mercury Theater Joseph Cotten, Agnes Moorehead y Everett Sloane el clásico del cine negro Estambul (1943) ; y protagonizó varias películas de temática bélica, entre ellas Secret Command (1944) con Chester Morris, Mr. Winkle Goes to War (1944) con Edward G. Robinson y China Sky (1945), con Randolph Scott. Los créditos de posguerra tendieron a relegarla al estatus de segunda protagonista frente a personajes como Joan Crawford e Ingrid Bergman, pero aun así consiguió algunos papeles de primera en películas como Driftwood (1947) y One Too Many (1950), esta última en la que interpretó a una alcohólica.
En la década de 1950 se pasó a la televisión dejando una marca duradera en las telenovelas diurnas en los papeles de sus matronas de labios apretados en Guiding Light (1952) y As the World Turns (1956). El papel de Phoebe Tyler es su interpretación de uno de los personajes más dominantes, coloridos y duraderos de la televisión diurna. Elegida para All My Children (1970) desde el inicio del programa, Phoebe Tyler se convirtió en una clara e instantánea favorita: la dama que disfrutabas odiando. Su personaje de socialité remilgada tuvo fuertes líneas argumentales durante casi dos décadas hasta que la edad avanzada y la mala salud limitaron su tiempo. Su autobiografía bien recibida (y acertadamente titulada) "The Confessions of Phoebe Tyler" (1980) narraba las vidas tanto de ella como de su alter ego. El horario de máxima audiencia también hizo uso del talento de Ruth, como lo atestigua su nominación al Emmy por el papel de Hannah Cord en Peyton Place (1964)
Al hacer su debut en Broadway con "Miss Lonelyhearts" en 1957, los talentos de Ruth también incluían el canto y, entre asignaciones en pantalla, disfrutaba del escenario musical de vez en cuando. Fue suplente en "Take Me Along" (1959) con Jackie Gleason y en 1973 disfrutó de un exitoso regreso a Broadway con la reposición de "Irene", protagonizada por Debbie Reynolds. En el teatro regional y de verano protagonizó "Dial M for Murder", "¿Quién teme a Virginia Woolf?" y "Largo viaje hacia la noche", entre otras. También estuvo de gira como Anna en "El rey y yo" y apareció en los musicales "Pal Joey" y "Roberta".
Su vida no se dedicó solo a las actividades frente a la cámara siendo activista en programas de arte en la educación, incluidos programas para los desfavorecidos. Recibió el primer Premio nacional de Artes en la Educación en 1983 de la Junta Directiva de Negocios e Industria para Artes en la Educación, Inc que posteriormente se denominó Premio Ruth Warrick para Artes en la Educación y continuó otorgándose anualmente. En 1991, recibió su certificación como maestra metafísica autorizada. En sus últimos años, se convirtió en una ávida portavoz de los derechos de las personas mayores y de las personas con discapacidad, y fue nombrada miembro del Comité Mundial de Mujeres sobre Salud Mental de las Naciones Unidas. 
En sus últimos años, con una salud frágil, la todavía enérgica actriz, que se casó y se divorció cinco veces, hizo apariciones ocasionales en su amado programa diurno, incluso cuando estaba confinada a una silla de ruedas después de una grave caída en 2001. Hizo su última aparición en el programa a principios de enero de 2005 para conmemorar su 35.º aniversario, y falleció poco después a los 88 años por complicaciones de neumonía.

## Filmografía
| Año       | Título original        | Rol                             | Notas                                                 |
| --------- | ---------------------- | ------------------------------- | ----------------------------------------------------- |
| 1940      | Citizen Kane trailer   | Ella misma, Emily Monroe Norton | Corto                                                 |
| 1941      | Citizen Kane           | Emily Monroe Norton Kane        | Debut                                                 |
| 1941      | The Corsican Brothers  | Isabelle Gravini                | [ 6 ]                                                 |
| 1942      | Obliging Young Lady    | Linda Norton                    | [ 6 ]                                                 |
| 1943      | Estambul               | Stephanie Graham                | [ 6 ]                                                 |
| 1943      | Forever and a Day      | Leslie Trimble                  | [ 6 ]                                                 |
| 1943      | Petticoat Larceny      | Pat Mitchell                    |                                                       |
| 1943      | The Iron Major         | Florence Ayres Cavanaugh        | [ 6 ]                                                 |
| 1944      | Secret Command         | Lea Damaron                     |                                                       |
| 1944      | Guest in the House     | Ann Proctor                     | [ 6 ]                                                 |
| 1944      | Mr. Winkle Goes to War | Amy Winkle                      | [ 6 ]                                                 |
| 1944      | Secret Command         | Lea Damaron                     | [ 6 ]                                                 |
| 1945      | China Sky              | Dr. Sara Durand                 | [ 6 ]                                                 |
| 1946      | Perilous Holiday       | Agnes Stuart                    | [ 6 ]                                                 |
| 1946      | Canción del Sur        | Sally                           | [ 6 ]                                                 |
| 1947      | Swell Guy              | Ann Duncan                      | [ 6 ]                                                 |
| 1947      | Driftwood              | Susan Moore                     | [ 6 ]                                                 |
| 1947      | Daisy Kenyon           | Lucile O'Mara                   | [ 6 ]                                                 |
| 1948      | Arch of Triumph        | Kate Bergstroem                 | Escenas removidas                                     |
| 1949      | Make Believe Ballroom  | Liza Lee                        | [ 6 ]                                                 |
| 1949      | The Great Dan Patch    | Ruth Treadwell                  | [ 6 ]                                                 |
| 1950      | Beauty on Parade       | Marian Medford                  | [ 6 ]                                                 |
| 1950      | Second Chance          | Emily Dean                      | [ 6 ]                                                 |
| 1950      | Let's Dance            | Carola Everett                  | [ 6 ]                                                 |
| 1950      | Three Husbands         | Jane Evans                      | [ 6 ]                                                 |
| 1951      | One Too Many           | Helen Mason / Helen Leroy Lintz | [ 6 ]                                                 |
| 1954      | Roogie's Bump          | Mrs. Rigsby                     | [ 6 ]                                                 |
| 1961–1962 | Father of the Bride    | Ellie Banks                     | Serie de TV; 34 episodios                             |
| 1964      | Perry Mason            | Mrs. Winlock                    | Temporada 8 Ep. 13: "The Case of the Blonde Bonanza": |
| 1965      | A Letter To Nancy      | Mrs. Helen Reed                 |                                                       |
| 1965      | Gunsmoke               | Clara Benteen                   | “The Storm” (Temporada 11 - Episodio 2)               |
| 1966      | Noche de violencia     | Tía Gussie                      | [ 6 ]                                                 |
| 1968      | How to Steal the World | Alice Garrow                    |                                                       |
| 1969      | The Great Bank Robbery | Mrs. Applebee                   | [ 6 ]                                                 |
| 1983      | The Returning          | Grace                           |                                                       |
| 1984      | Death Mask             | Beatrice VandenBerg             |                                                       |